# Alquines
Alquines est une commune française située dans le département du Pas-de-Calais en région Hauts-de-France. Ses habitants sont appelés les Alquinois. Elle fait partie du parc naturel régional des Caps et Marais d'Opale.
La commune fait partie de la communauté de communes du Pays de Lumbres qui regroupe 36 communes et compte 24 187 habitants en 2021.
Avec le relais de Bullescamps, la commune est le point culminant du Pas-de-Calais avec 211m au lieu-dit Les Bullescamps.

## Géographie

### Localisation
Localisée dans le nord du département du Pas-de-Calais, Alquines est une commune rurale située, à vol d'oiseau, à 10 km au nord-ouest de la commune de Lumbres et à 19 km à l'ouest de la commune de Saint-Omer (chef-lieu d'arrondissement).
Le territoire de la commune est limitrophe de ceux de sept communes.
Les communes limitrophes sont Journy, Quercamps, Quesques, Bouvelinghem, Coulomby, Escœuilles et Haut-Loquin.

### Géologie et relief
La superficie de la commune est de 10,51 km2 ; son altitude varie de 83  à   211 mètres.
C'est dans la commune que se trouve le point culminant du Pas-de-Calais, précisément au hameau des Bullescamps, il culmine à 211 m d'altitude.

### Hydrographie
Le territoire de la commune est situé dans le bassin Artois-Picardie.
Le territoire communal est drainé par trois cours d'eau : le ruisseau d'alquines, le ruisseau d'alquines 2 et le Warlez.

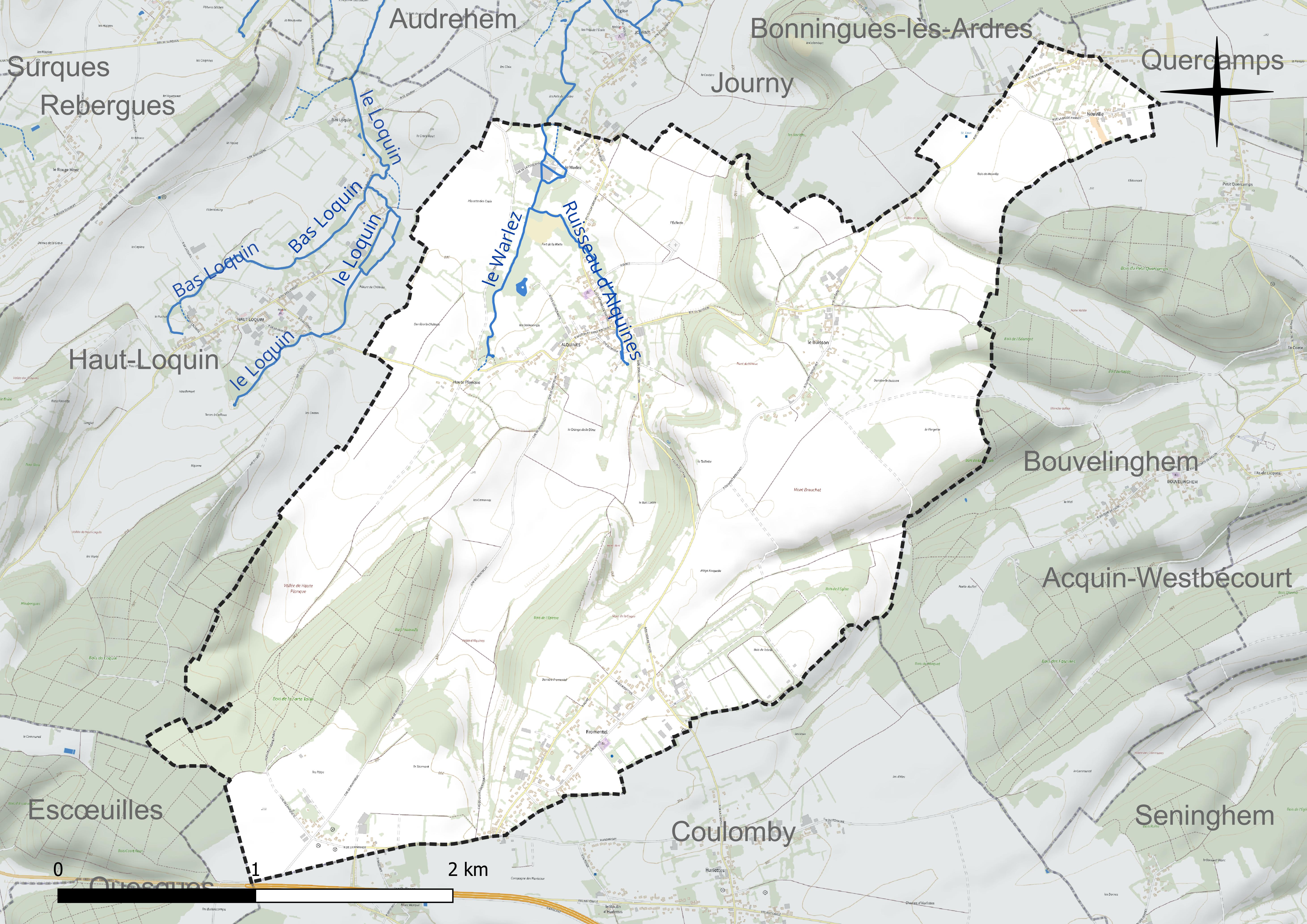
Réseau hydrographique d'Alquines.

### Climat
Pour des articles plus généraux, voir Climat des Hauts-de-France et Climat du Nord-Pas-de-Calais.
En 2010, le climat de la commune est de type climat océanique franc, selon une étude du CNRS s'appuyant sur une série de données couvrant la période 1971-2000. En 2020, Météo-France publie une typologie des climats de la France métropolitaine dans laquelle la commune est exposée à un climat océanique et est dans la région climatique Côtes de la Manche orientale, caractérisée par un faible ensoleillement (1 550 h/an) ; forte humidité de l’air (plus de 20 h/jour avec humidité relative > 80 % en hiver), vents forts fréquents.
Pour la période 1971-2000, la température annuelle moyenne est de 10 °C, avec une amplitude thermique annuelle de 13 °C. Le cumul annuel moyen de précipitations est de 953 mm, avec 12,9 jours de précipitations en janvier et 8,8 jours en juillet. Pour la période 1991-2020, la température moyenne annuelle observée sur la station météorologique la plus proche, située sur la commune de Licques à 6 km à vol d'oiseau, est de 10,5 °C et le cumul annuel moyen de précipitations est de 1 138,1 mm,. Pour l'avenir, les paramètres climatiques de la commune estimés pour 2050 selon différents scénarios d'émission de gaz à effet de serre sont consultables sur un site dédié publié par Météo-France en novembre 2022.

### Paysages
Pour un article plus général, voir Paysage en France.
La commune s'inscrit dans les « paysages des coteaux calaisiens et du pays de Licques » tels qu'ils sont définis dans l'atlas de paysages de la région Nord-Pas-de-Calais, conçu par la direction régionale de l'Environnement, de l'Aménagement et du Logement (DREAL),.
Ces « paysages des coteaux calaisiens et du pays de Licques » concernent 56 communes du Pas-de-Calais. Ces paysages s'étendent sur environ 30 km de long (est-ouest) et 15 km de large (nord-sud) et présentent deux sous-ensembles : les coteaux calaisiens au nord et le pays de Licques au sud. Les altitudes de ces paysages varient de 206 m dans le Pays de Licques, à 120 m dans l’ouest des coteaux Calaisiens, près de Guînes, et à 10 m dans l'est, près d'Audruicq.
Ces paysages recouvrent trois entités écopaysagères : les collines guînoises qui constituent le rebord septentrional de l'Artois, l'entité de Bredenarde qui appartient à la plaine maritime flamande, et la cuvette de Licques. Ils sont constitués de 59,70 % de cultures, de 17,30 % de forêts, de 15,11 % de prairies naturelles, permanentes, de 7,45 % d'espaces artificialisés, avec les quatre principales communes que sont Audruicq, Ardres, Guînes et Licques, de 0,27 % d'industries, et de 0,18 % de cours d'eau et plan d'eau.
Les éléments structurants de ces paysages sont la LGV Nord et l'A26, la rivière la Hem qui coule du sud vers le nord-est, les escarpements sur les coteaux du Calaisis et autour du pays de Licques et, d'ouest en est, les différents boisements comme la forêt de Guînes, le bois de l'Abbaye, la forêt de Tournehem et une partie de la forêt d'Éperlecques.

### Milieux naturels et biodiversité

#### Espace protégé
La protection réglementaire est le mode d’intervention le plus fort pour préserver des espaces naturels remarquables et leur biodiversité associée.
Dans ce cadre, la commune fait partie d'un espace protégé : le parc naturel régional des Caps et Marais d'Opale, d’une superficie de 132 499 hectares réparties sur 154 communes, géré par le syndicat mixte d'aménagement et de gestion du parc naturel régional des Caps et Marais d'Opale.

#### Zones naturelles d'intérêt écologique, faunistique et floristique
L’inventaire des zones naturelles d'intérêt écologique, faunistique et floristique (ZNIEFF) a pour objectif de réaliser une couverture des zones les plus intéressantes sur le plan écologique, essentiellement dans la perspective d’améliorer la connaissance du patrimoine naturel national et de fournir aux différents décideurs un outil d’aide à la prise en compte de l’environnement dans l’aménagement du territoire.
Le territoire communal comprend trois ZNIEFF de type 1 : 
- les bois Court-Haut, bois Roblin, bois Fort-taille, bois du Locquin, bois de la Longue rue et leurs lisières. Cet petit ensemble forestier marque le revers méridional de la cuesta du pays de Licques, en contact direct avec la grande dépression du Boulonnais[18] ;
- les monts d'Audrehem. Ce coteau de craie marneuse turonienne représente la branche est de la cuesta du pays de Licques[19] ;
- le complexe de vallées sèches et de bois autour de Bouvelinghem. Cette vaste ZNIEFF, d'une superficie de 1 355 hectares, au relief vallonné a les caractéristiques des collines crayeuses du Haut Artois[20].

et deux ZNIEFF de type 2 : 
- la vallée du Bléquin et les vallées sèches adjacentes au ruisseau d’Acquin. Cette ZNIEFF se situe sur les marges septentrionales du Haut-Pays d’Artois, en bordure des cuestas du Boulonnais et du pays de Licques[21] ;
- la boutonnière de pays de Licques. Cette ZNIEFF, de 17 830 hectares, s'étend sur 43 communes[22].

Carte des ZNIEFF de type 1 et 2 sur la commune
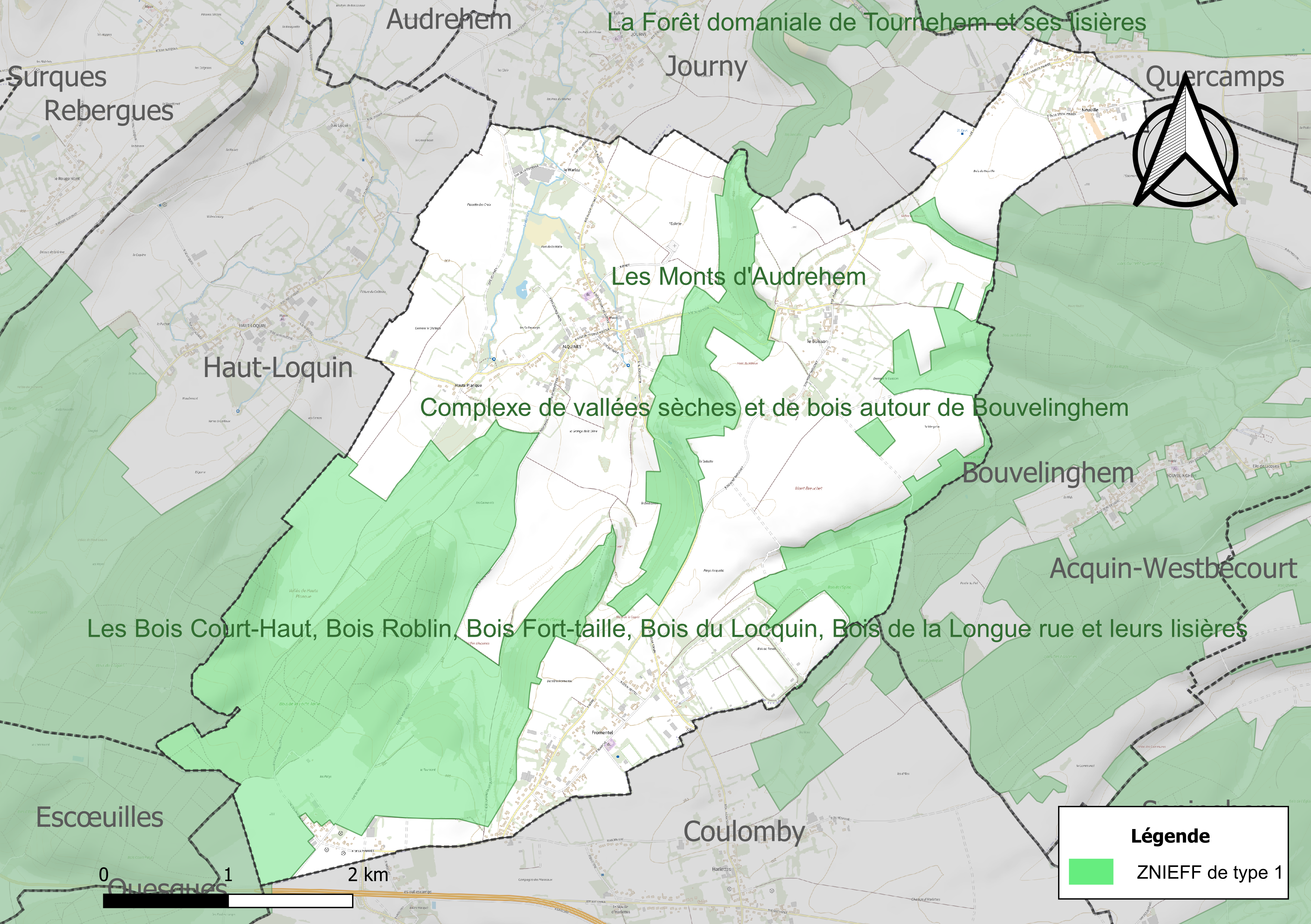
Carte des ZNIEFF de type 1 sur la commune.
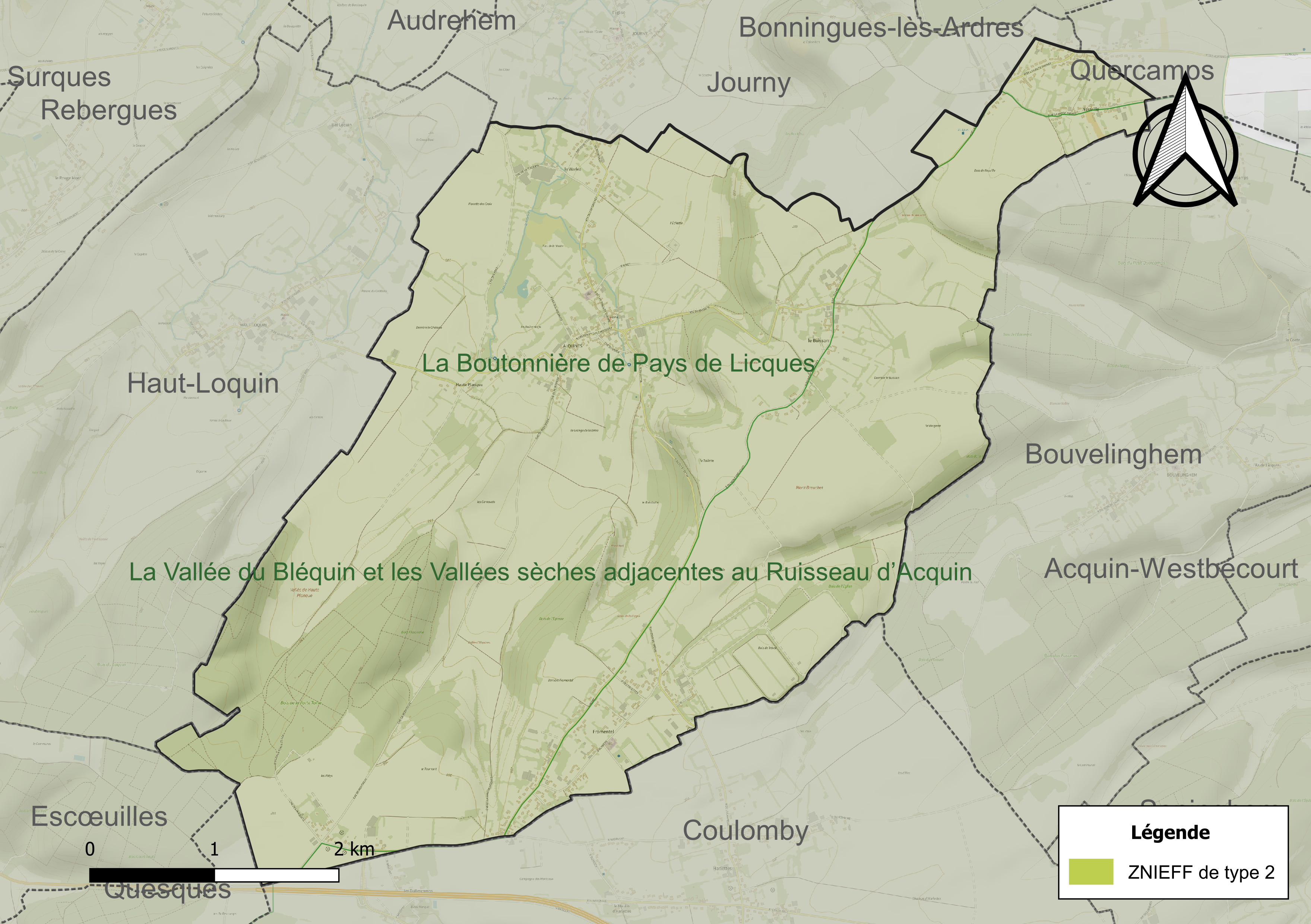
Carte des ZNIEFF de type 2 sur la commune.

#### Site Natura 2000
Le réseau Natura 2000 est un réseau écologique européen de sites naturels d’intérêt écologique élaboré à partir des directives « habitats » et « oiseaux ». Ce réseau est constitué de zones spéciales de conservation (ZSC) et de zones de protection spéciale (ZPS). Dans les zones de ce réseau, les États membres s'engagent à maintenir dans un état de conservation favorable les types d'habitats et d'espèces concernés, par le biais de mesures réglementaires, administratives ou contractuelles.
Sur la commune, deux sites Natura 2000 de type B sont définis en site d'importance communautaire (SIC) : 
- la forêt de Tournehem et les pelouses de la cuesta du pays de Licques, d’une superficie de 443 hectares et d'une altitude variant de 60  à   200 mètres[24] ;
- les pelouses et bois neutrocalcicoles des cuestas du Boulonnais et du Pays de Licques et forêt de Guînes, d’une superficie de 661 hectares et d'une altitude variant de 100  à   200 mètres[25].

## Urbanisme

### Typologie
Au 1er janvier 2024, Alquines est catégorisée commune rurale à habitat dispersé, selon la nouvelle grille communale de densité à sept niveaux définie par l'Insee en 2022.
Elle est située hors unité urbaine. Par ailleurs la commune fait partie de l'aire d'attraction de Saint-Omer, dont elle est une commune de la couronne,. Cette aire, qui regroupe 79 communes, est catégorisée dans les aires de 50 000 à moins de 200 000 habitants,.

### Occupation des sols
L'occupation des sols de la commune, telle qu'elle ressort de la base de données européenne d’occupation biophysique des sols Corine Land Cover (CLC), est marquée par l'importance des territoires agricoles (79,5 % en 2018), une proportion sensiblement équivalente à celle de 1990 (80 %). La répartition détaillée en 2018 est la suivante : 
terres arables (47,9 %), prairies (21,3 %), forêts (14,2 %), zones agricoles hétérogènes (10,3 %), zones urbanisées (6,3 %). L'évolution de l’occupation des sols de la commune et de ses infrastructures peut être observée sur les différentes représentations cartographiques du territoire : la carte de Cassini (XVIIIe siècle), la carte d'état-major (1820-1866) et les cartes ou photos aériennes de l'IGN pour la période actuelle (1950 à aujourd'hui).

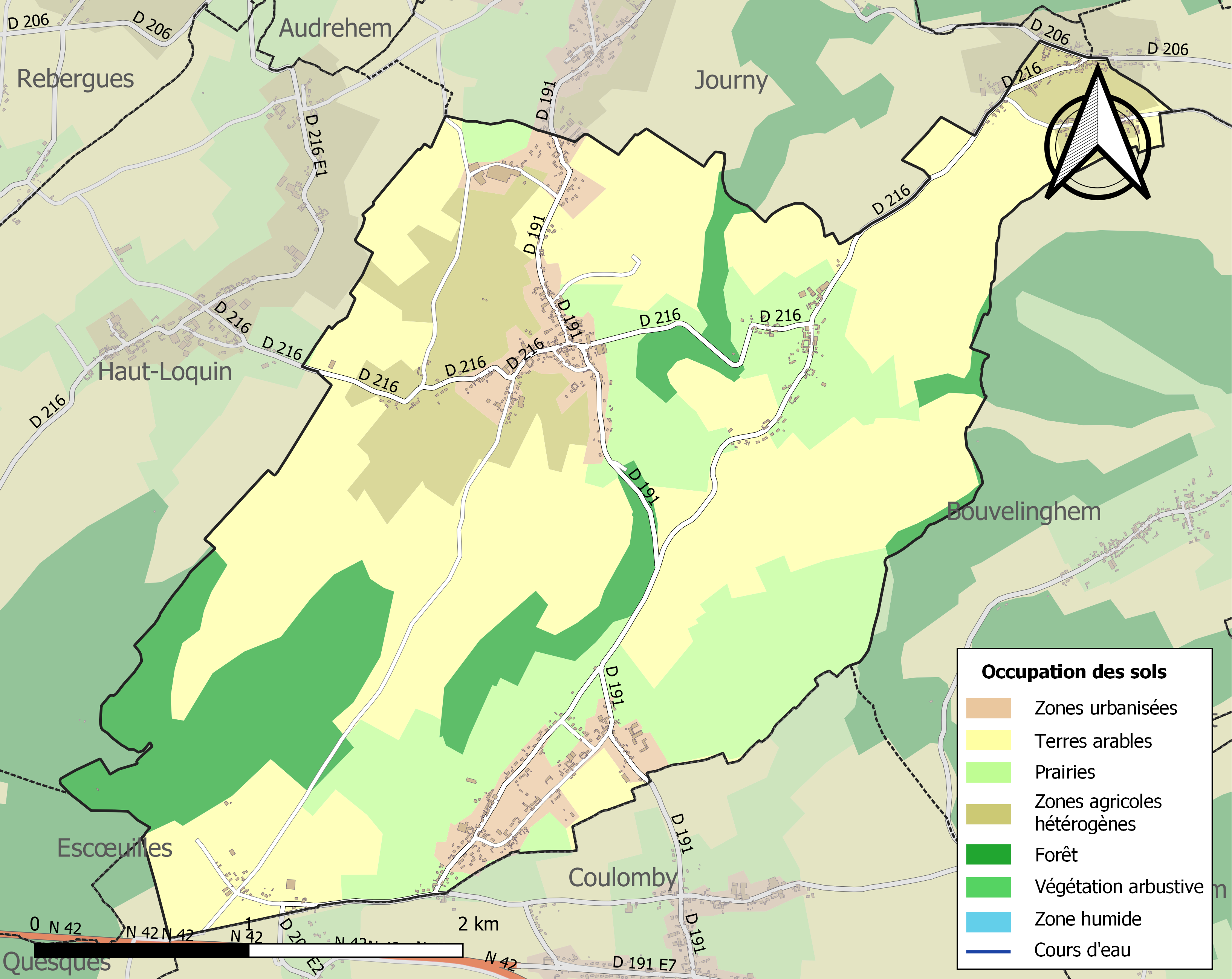
Carte des infrastructures et de l'occupation des sols de la commune en 2018 (CLC).

### Lieux-dits, hameaux et écarts
La commune comprend le hameau de Fromentel, le hameau de Neuville, le hameau des Bullescamps et le hameau Haute Pannée.

### Risques naturels et technologiques

#### Risque inondation
À la suite du passage des tempêtes Ciarán, Domingos et Elisa et des inondations et coulées de boue qui se sont produites, la commune est reconnue, par arrêté du 14 novembre 2023, en état de catastrophe naturelle pour inondations et coulées de boue sur la période du 2 au 12 novembre 2023, comme 179 autres communes du département.

## Toponymie
Le nom de la localité est attesté sous les formes Alekina (1101), Alekia (1105), Alekine (1139), Alechina (1177), Alequines (1297), Allekines (1299), Alquine (1366), Alequine (1372), Halquine (1403), Allequines (1480), Alkines (v. 1512), Alquisnes (1637-1639), Alquine (1739), Alquines (depuis 1793),.
Ernest Nègre donne comme origine toponymique l'anthroponyme germanique Athalkin + -a. Le -kin fut plus tard francisé en -quines avec suffixe latin -ina/-inas.
Alquine en picard.

## Politique et administration

### Découpage territorial
La commune se trouve dans l'arrondissement de Saint-Omer du département du Pas-de-Calais.

#### Commune et intercommunalités
La commune est membre de la communauté de communes du Pays de Lumbres.

#### Circonscriptions administratives
La commune est rattachée au canton de Lumbres.

#### Circonscriptions électorales
Pour l'élection des députés, la commune fait partie de la sixième circonscription du Pas-de-Calais.

### Élections municipales et communautaires

#### Liste des maires
| Période                                  | Période                     | Identité              | Étiquette | Qualité                                              |
| ---------------------------------------- | --------------------------- | --------------------- | --------- | ---------------------------------------------------- |
| Les données manquantes sont à compléter. |                             |                       |           |                                                      |
| avant 1995                               | 1995                        | Marcel Wallon         |           |                                                      |
| 1995                                     | 2014                        | Joseph Cucheval       |           |                                                      |
| mars 2014                                | En cours (au 25 avril 2022) | Jean-Marie Allouchery |           | Enseignant retraité, Réélu pour le mandat 2020-2026, |

## Équipements et services publics

### Justice, sécurité, secours et défense
La commune dépend du tribunal judiciaire de Saint-Omer, du conseil de prud'hommes de Saint-Omer, de la cour d'appel de Douai, du tribunal de commerce de Boulogne-sur-Mer, du tribunal administratif de Lille, de la cour administrative d'appel de Douai, du tribunal judiciaire de Boulogne-sur-Mer et du tribunal pour enfants de Saint-Omer

## Population et société

### Démographie
Ses habitants sont appelés les Alquinois.

#### Évolution démographique
L'évolution du nombre d'habitants est connue à travers les recensements de la population effectués dans la commune depuis 1793. Pour les communes de moins de 10 000 habitants, une enquête de recensement portant sur toute la population est réalisée tous les cinq ans, les populations de référence des années intermédiaires étant quant à elles estimées par interpolation ou extrapolation. Pour la commune, le premier recensement exhaustif entrant dans le cadre du nouveau dispositif a été réalisé en 2004.

En 2022, la commune comptait 985 habitants, en évolution de −2,18 % par rapport à 2016 (Pas-de-Calais : −0,72 %, France hors Mayotte : +2,11 %).
| 1793 | 1800 | 1806 | 1821 | 1831 | 1836 | 1841 | 1846 | 1851 |
| ---- | ---- | ---- | ---- | ---- | ---- | ---- | ---- | ---- |
| 754  | 730  | 815  | 822  | 812  | 836  | 837  | 795  | 801  |

| 1856 | 1861 | 1866 | 1872 | 1876 | 1881 | 1886 | 1891 | 1896 |
| ---- | ---- | ---- | ---- | ---- | ---- | ---- | ---- | ---- |
| 776  | 779  | 804  | 794  | 814  | 759  | 744  | 742  | 658  |

| 1901 | 1906 | 1911 | 1921 | 1926 | 1931 | 1936 | 1946 | 1954 |
| ---- | ---- | ---- | ---- | ---- | ---- | ---- | ---- | ---- |
| 649  | 694  | 667  | 620  | 595  | 610  | 632  | 619  | 607  |

| 1962 | 1968 | 1975 | 1982 | 1990 | 1999 | 2004 | 2006 | 2009 |
| ---- | ---- | ---- | ---- | ---- | ---- | ---- | ---- | ---- |
| 660  | 606  | 613  | 675  | 745  | 751  | 823  | 859  | 865  |

| 2014 | 2019 | 2022 | - | - | - | - | - | - |
| ---- | ---- | ---- | - | - | - | - | - | - |
| 972  | 984  | 985  | - | - | - | - | - | - |

#### Pyramide des âges
En 2018, le taux de personnes d'un âge inférieur à 30 ans s'élève à 42,3 %, soit au-dessus de la moyenne départementale (36,7 %). À l'inverse, le taux de personnes d'âge supérieur à 60 ans est de 20,5 % la même année, alors qu'il est de 24,9 % au niveau départemental.
En 2018, la commune comptait 512 hommes pour 480 femmes, soit un taux de 51,61 % d'hommes, largement supérieur au taux départemental (48,5 %).
Les pyramides des âges de la commune et du département s'établissent comme suit.
| Hommes | Classe d’âge | Femmes |
| ------ | ------------ | ------ |
| 0,4    | 90 ou +      | 0,6    |
| 4,3    | 75-89 ans    | 6,3    |
| 14,8   | 60-74 ans    | 14,7   |
| 18,1   | 45-59 ans    | 16,8   |
| 19,9   | 30-44 ans    | 19,5   |
| 17,5   | 15-29 ans    | 18,3   |
| 25,0   | 0-14 ans     | 23,7   |

| Hommes | Classe d’âge | Femmes |
| ------ | ------------ | ------ |
| 0,5    | 90 ou +      | 1,6    |
| 5,6    | 75-89 ans    | 8,9    |
| 16,7   | 60-74 ans    | 18,1   |
| 20,2   | 45-59 ans    | 19,2   |
| 18,9   | 30-44 ans    | 18,1   |
| 18,2   | 15-29 ans    | 16,2   |
| 19,9   | 0-14 ans     | 17,9   |

## Économie

### Revenus de la population et fiscalité
En 2019, dans la commune, il y a 339 ménages fiscaux qui comprennent 961 personnes pour un revenu médian disponible par unité de consommation de 18 580 euros, soit inférieur au revenu de la France métropolitaine qui est de 21 930 euros,.

## Culture locale et patrimoine

### Lieux et monuments
- La « pyramide d'Alquines », située sur le sommet du département Pas-de-Calais, servait jadis de sémaphore.

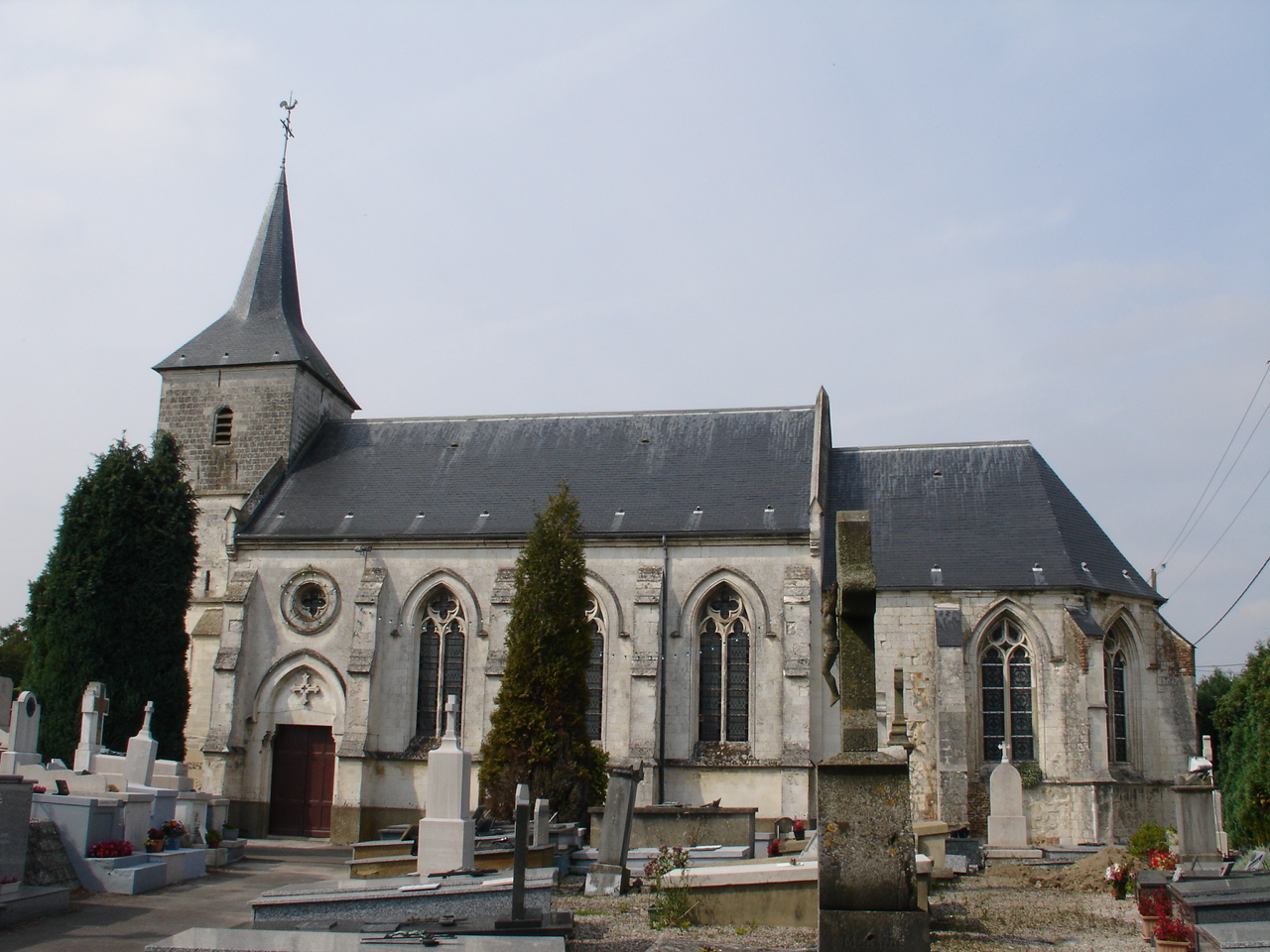
L'église Saint-Nicolas.
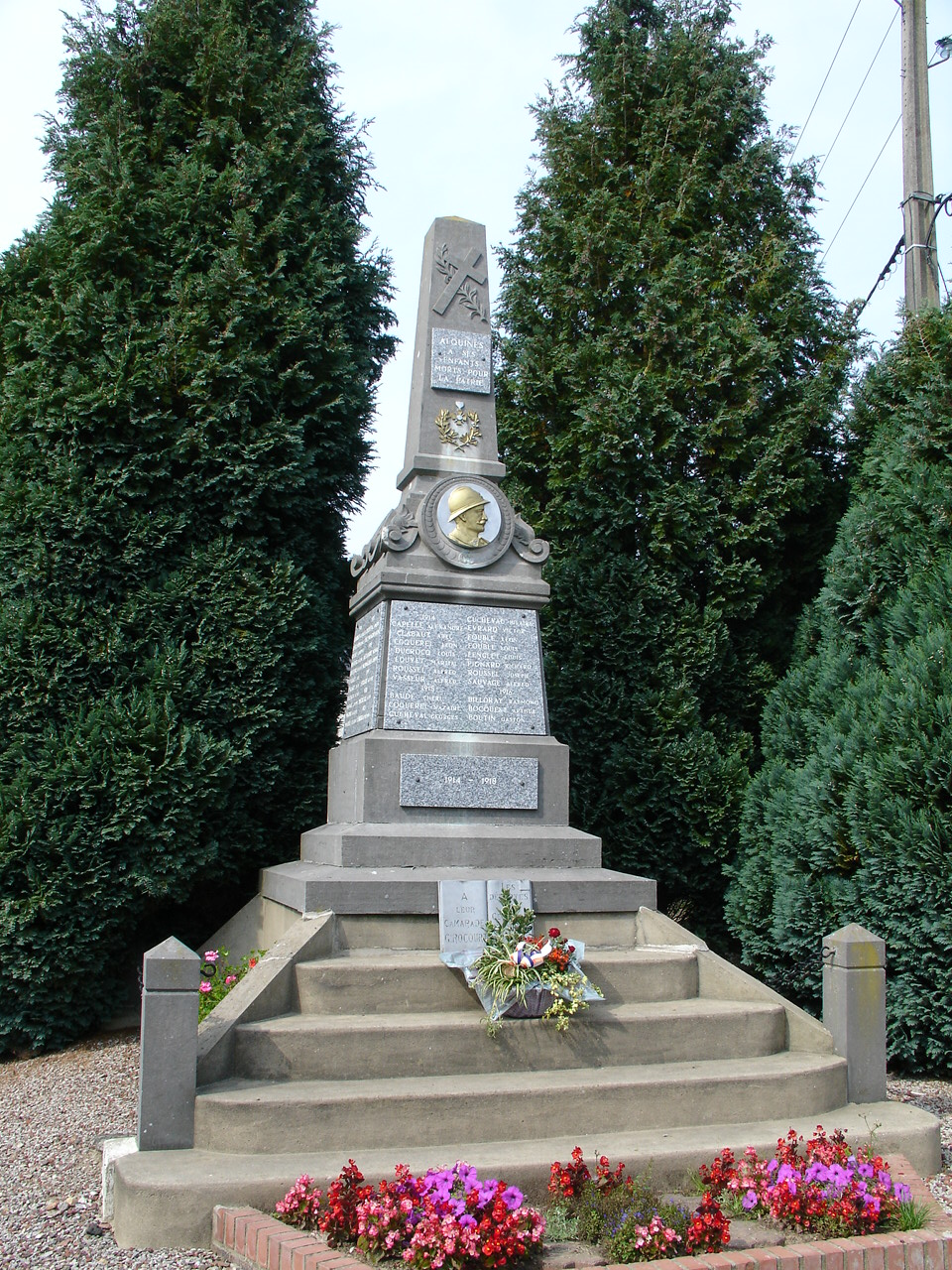
Le monument aux morts[48].
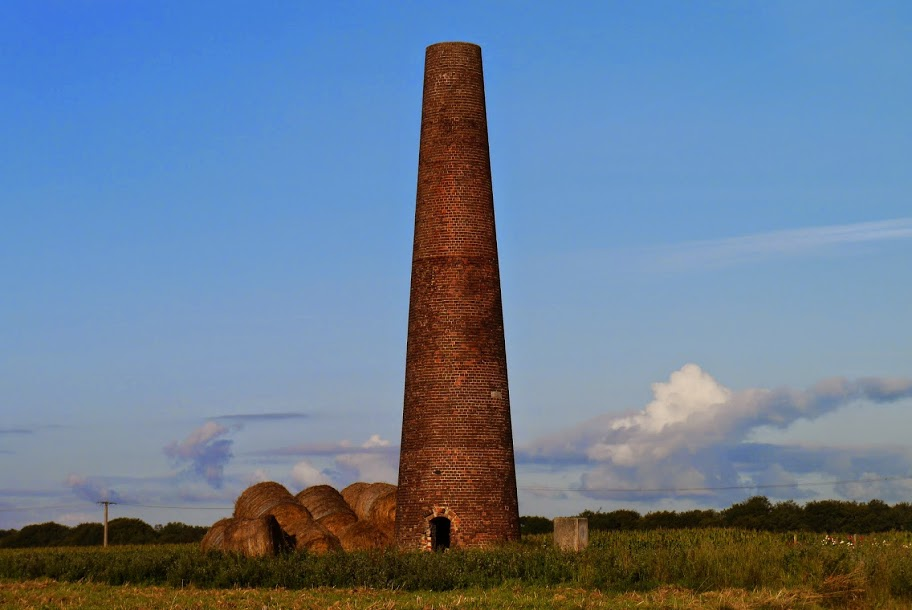
La « pyramide d'Alquines ».

- L'église Saint-Nicolas.
- Le monument aux morts.
- La « pyramide d'Alquines ».

### Personnalités liées à la commune
- Auguste Delengaigne (1894-1951), né au Verval, un hameau de Quesques, puis domicilié et mort à Alquines, considéré comme le « plus grand mutilé de France » de la Première Guerre mondiale, fut fait officier de la Légion d'honneur en 1933[49],[50],[51].

### Héraldique
| Blason de Alquines | Blason  | Écartelé : au 1er d'azur à une mitre d'argent, au 2e de gueules à une tour d'or maçonnée de sable, au 3e de gueules à une gerbe d'or, au 4e d'azur à une jumelle ondée d'argent. |
| Blason de Alquines | Détails | La mitre est reprise des armes de l'évêché de Thérouanne, dont dépendait le village, et qui possédait une maison forte sur place. La tour représente la « pyramide d'Alquines ». La gerbe de blé représente le caractère agricole de la commune et la jumelle ondée rappellent la présence de la rivière d'Alquines. Adopté. |
| Blason de Alquines | Alias   | De gueules aux trois tours d'argent. Blason proposé par les archives départementales du Pas-de-Calais mais jamais adopté par la municipalité. |

## Pour approfondir